# Michael Horse
Michael Heinrich Horse (Los Angeles, 21 dicembre 1949) è un attore statunitense.

## Biografia
Michael Heinrich è nato a Los Angeles, California e ha vissuto circa trent'anni a Sun Valley, in California in Sancola Street. Nel 1996 il Los Angeles Times lo descrive come un indiano Yaqui, Mescaleros e Zuni.

## Carriera
Debutta cinematograficamente in La leggenda del ranger solitario del 1981, con la regia di William Fraker, in cui interpreta il ruolo di Tonto. Noto soprattutto per il ruolo del vice Sceriffo Hawk, un poliziotto nativo americano, nella serie tv I segreti di Twin Peaks (1990-91), ha recitato anche in Passenger 57 (1992), La voce del silenzio (1993), nella versione della serie televisiva The Untouchables (1993) e in North of 60 (1995-1997). È apparso anche nell'episodio "Thanksgiving" della serie tv Thanks, nel 1999, nel ruolo di Squanto. Inoltre ha interpretato il vice di Owen Blackwood in quattro episodi della prima stagione di Roswell (1999); è apparso anche come sceriffo Tskany in X-Files, nell'episodio "Forme" nel 1994. Michael Horse ha interpretato l'attivista Dennis Banks, membro dell'American Indian Movement (AIM) nel film del 1994 Lakota Woman: Siege at Wounded Knee. Otto anni più tardi, ha prestato la sua voce ad un amico di Little Creek in Spirit - Cavallo selvaggio. Ha interpretato Mike Proudfoot in Padre in affitto. Nel 1995 ha interpretato Dirty Bob nel film western Riders in the Storm, interamente girato in Arizona. Ha impersonato un ruolo cruciale nel film horror I Filmed Your Death.
Nel 2017 torna ad impersonare il vice sceriffo Hawk nella serie televisiva Twin Peaks.

## Filmografia parziale

### Cinema
- La leggenda del ranger solitario (The Legend of the Lone Ranger), regia di William Fraker (1981)
- Arma mortale, regia di Michael Miner (1989)
- Fuoco cammina con me (Twin Peaks: Fire Walk with Me), regia di David Lynch (1992)
- Passenger 57 - Terrore ad alta quota, regia di Kevin Hooks (1992)
- La voce del silenzio (House of Cards), regia di Michael Lessac (1993)
- Skinwalker Ranch, regia di Steve Berg e Devin McGinn (2013)
- Twin Peaks: The Missing Pieces, regia di David Lynch (2014)
- Dead Ant, regia di Ron Carlson (2017)
- Il richiamo della foresta (The Call of the Wild), regia di Chris Sanders (2020)

### Televisione
- Lui, lei e gli altri (It Takes Two) - serie TV, un episodio (1983)
- Supercar (Knight Rider) - serie TV, un episodio (1985)
- Storie incredibili (Amazing Stories) - serie TV, 2 episodi (1986)
- Paradise - serie TV, un episodio (1989)
- I segreti di Twin Peaks (Twin Peaks) - serie TV, 28 episodi (1990-1991)
- Palm Springs, operazione amore (P.S.I. Luv U) - serie TV, un episodio (1991)
- Un raggio di luna per Dorothy Jane (The Torkelsons) - serie TV, un episodio (1991)
- The Untouchables - serie TV, 19 episodi (1993)
- X-Files (The X-Files), episodio 1x19 (1994)
- Walker Texas Ranger (Walker, Texas Ranger) - serie TV, 2 episodi (1999)
- Roswell - serie TV, 4 episodi (1999)
- Malcolm (Malcolm in the Middle) - serie TV, 2 episodi (2000-2002)
- Kristin - serie TV, un episodio (2001)
- JAG - Avvocati in divisa (JAG) - serie TV, un episodio (2004)
- Bone Eater - Il divoratore di ossa (Bone Eater), regia di Jim Wynorski - film TV (2007)
- Padre in affitto (Sons of Tucson) - serie TV, 3 episodi (2010)
- Hell on Wheels - serie TV, un episodio (2014)
- Twin Peaks - serie TV, 14 episodi (2017)
- Godless - serie TV, 2 episodi (2017)
- Claws - serie TV, 8 episodi (2019)
- The Blacklist - serie TV, un episodio (2020)
- Motherland: Fort Salem - serie TV, 3 episodi (2022)

## Doppiatori italiani
Nelle versioni in italiano delle opere in cui ha recitato, Michael Horse è stato doppiato da:
- Maurizio Mattioli ne I segreti di Twin Peaks
- Maurizio Romano ne I segreti di Twin Peaks (ep. 1x02-1x08)
- Fabrizio Temperini in X-Files
- Giorgio Locuratolo in Roswell (ep. 1x01-1x02)
- Giancarlo Prete in Roswell (ep. 1x06)
- Osvaldo Ruggieri in Roswell (ep. 1x07)
- Toni Orlandi in Malcolm
- Gianluca Machelli in Padre in affitto
- Gianni Giuliano in Twin Peaks (2017)
- Eugenio Marinelli ne Il richiamo della foresta